# Vesna Arhar Štih
Vesna Arhar Štih, slovenska gledališka in televizijska režiserka, scenaristka, dramatičarka, asistentka režije, urednica, *7. maj 1944, Ljubljana

## Življenje
Rodila se je 7. maja 1944. Po zaključeni srednji ekonomski šoli se je zaposlila v prodajnem oddelku knjig v Mladinski knjigi. Leta 1966 je bila sprejeta na Akademijo za gledališče, radio, film in televizijo Univerze v Ljubljani. Diplomirala je z diplomsko predstavo muzikalom Gordijski vozel, ki je bil del repertoarja Šentjakobskega gledališča v Ljubljani v sezoni 1972/1973.

## Delo
Med letoma 1974 in 1976 je bila zaposlena kot asistentka režije v SNG Opera in balet Ljubljana, nato je do leta 1984 delala kot asistentka režije na RTV Slovenija. Vmes je veliko režirala v profesionalnih in ljubiteljskih gledališčih po Sloveniji. Med letoma 1984/85 je bila direktorica Gledališča Toneta Čufarja Jesenice. Do upokojitve je delala v dokumentarnem program RTV Slovenija, dve leti tudi na Kanalu A ter v svobodnem poklicu.  
Med letoma 1986 do 1991 je urejala program kulturnih prireditev na prostem za otroke in odrasle v trgovini Maksimarket v Ljubljani. Dogodki so bili ob četrtkih in petkih popoldan in ob sobotah dopoldan.
V hotelu Slon je organizirala mesečne pogovore s slovenskimi kulturniki, znanstveniki, politiki, zgodovinarji ob večerji z naslovom Kulturni večeri v hotelu Slon, pogovore je vodil večinoma njen soprog, književnik Bojan Štih. Večere je finančno omogočil hotel Slon in direktor Viktor Korošec.
Pogovori so trajali od leta 1982 do smrti Bojana Štiha (1986), ko so se na predlog direktorja hotela Slon preimenovali v Kulturne večere Bojana Štiha. V njeni organizaciji so se nadaljevali z različnimi moderatorji do leta 1991. Med vsemi večeri je treba omeniti dva, ki sta bila zelo odmevna. Prvi je bil »Bratski spor v Zvezi pisateljev« (10. 4. 1986) s pesnikom Cirilom Zlobcem, ko so se začela v Jugoslaviji razhajanja zaradi t. i. skupnih programskih jeder in je prišlo med slovenskimi intelektualci, zlasti pa v Društvu slovenskih pisateljev in Jugoslovansko zvezo pisateljev, do velikih razhajanj. 
Drugi dogodek je bil po smrti Bojana Štiha, in sicer prvi nastop cerkvenega predstavnika v javnosti, dr. Alojzija Šuštarja. Dogodek se je imenoval »Etika na razprodaji«. Z dr. Alojzijem Šuštarjem se je pogovarjala Jelka Kušar. 
Bila je tudi urednica nekaj knjig. 
V letih po moževi smrti je uredila in oddala njegov in svoj arhiv. Del v Arhiv Republike Slovenije, del pa v NUK. 
Večkrat se z zapisi v različnih časopisih odziva na aktualne kulturno-politične dogodke.

### Delo v Šentjakobskem gledališču Ljubljana
Vesna Arhar Štih je bila zelo dejavna pri Šentjakobskem gledališču Ljubljana. Večkrat se je zavzemala za financiranje tega gledališča in pridobivanje sredstev. Z gledališčem je kot režiserka sodelovala skoraj pol stoletja. Ko je Leta 2003 Mestna občina Ljubljana skoraj za polovico zmanjšala sofinanciranje Šentjakobskega gledališča, čez pet let pa celo prekinila pogodbo za najem prostorov v Mestnem domu je gledališču grozila celo izselitev, čeprav so v obnovo odra, tako leta 1946 kot leta 1984 vložili ogromno svojega dela in časa. Toda ob podpori številnih uveljavljenih imen v kulturi in ob odprtem dialogu z mestnimi oblastmi so uspeli ohraniti svoj oder, čeprav je časovna uporaba odra odslej močno okrnjena. Gledališču je uspelo ohraniti identiteto, uprava, skladišča in celo vadbeni prostori pa so se morali preseliti na novo lokacijo, kar je zahtevalo veliko logistike. Med kulturniki in drugimi javnimi delavci, ki so podpirali Šentjakobsko gledališče je bila aktivna tudi Vesna Arhar Štih, ki je z gledališčem veliko sodelovala in ga poznala skoraj pol stoletja. 
Gledališče jo je 18. septembra 2009 imenovalo za častno članico.

## Delo (izbor)

### Seznam gledaliških režij
- 1975: Fran Milčinski, Primož Kozak, Vesna Arhar: PTIČKI BREZ GNEZDA, Mladinsko gledališče Ljubljana, 17. 4. 1975 (songi Viktor Konjar, glasba Tomaž Habe)

- 1977: Matej Bor: TEŽKA URA, Mestno gledališče Ljubljana (12. 4. 1977)
- 1977: Fran Milčinski, Vesna Arhar priredba; BUTALCI, muzikal, KUD Iška vas, 17. 4. 1977

- 1978: Fadil Hadžić: ČLOVEK NA POLOŽAJU, Prešernovo gledališče Kranj, 21. 11. 1978 (dramaturg Bojan Štih)
- 1978: Norberto Avila: HAKIMOVE DOGODIVŠČINE, SNG Drama Maribor, 7. 10. 1979 (dramaturg Tone Partljič)
- 1979: Alja Tkačev: JACERA, Ljubljanski festival in SNG Drama Maribor, Mali oder, 13. 7. 1979 (dramaturg Taras Kermauner)
- 1980: Pavel Golia: KULTURNA PRIREDITEV V ČRNI MLAKI, KUD Iška vas, 16. 3. 1980 (dramaturg Bojan Štih)
- 1980: Fadil Hadžić: GUGALNIK, Gledališče Toneta Čufarja Jesenice, 1980 (dramaturg Bojan Štih)
- 1982: Ferdo Kozak: Tri enodejanke – Velikomestna komedija, Opolnoči, Vrnitev; Amatersko gledališče Štore pri Celju, 8. maj 1982 (dramaturg Bojan Štih)
- 1981: Fran Levstik: LEVSTIKOV VEČER V IŠKI VASI, Iška vas, Iški vintgar, 24. 10. 1981 (dramaturg Bojan Štih, citrar Jože Zajc iz Dobrega Polja)
- 1981: Ivan Cankar: JAKOB RUDA, GTČ Jesenice, 1981
- 1981: Fran Milčinski, Vesna Arhar: BUTALCI, SNG Drama Maribor, 5. 6. 1981 in televizijska priredba in tv realizacija RTV SLO, 1982 (dramaturg Tone Partljič)
- 1982: Balbina Battelino Baranović: GERMAINE IN PES, SNG Drama Maribor, monodrama za igralko Vido Juvan, televizijski posnetek v letu 1982 (dramaturg Bojan Štih)
- 1983: Nikolaj Vasiljevič Gogolj, Vesna Arhar, priredba za dva igralca: KAKO STA SE SPRLA IVAN IVANOVIČ INIVAN NIKIFOROVIČ, Ljubljanski festival (13. 7. 1983) in SNG Drama Maribor (igralca Silvij Božič in Jože Mraz, dramaturg Bojan Štih)
- 1987: Bojan Štih, Tone Partljič, Vesna Arhar: FAUSTOVE IMPROVIZACIJE MARGUERITI, Mestno gledališče ljubljansko ( 8. 12. 1987)

### Seznam režij vŠentjakobskem gledališčuv Ljubljani in drugih ljubiteljskih gledališčih
- 1972: A. de Stefani: SOBOTA GREHA, Šentjakobsko gledališče Ljubljana (13. 5. 1972)
- 1973: Dr. Ljuba Prenner, priredba v muzikal Vesna Arhar: GORDIJSKI VOZEL, Šentjakobsko gledališče Ljubljana, 7. 6. 1973 (songi Svetlana Makarovič, glasba Aleš Kersnik, živa klavirska spremljava na odru Alenka Koch; tudi diplomska režija Vesne Arhar na AGRFT)
- 1975: Branislav Nušić: DR, Šentjakobsko gledališče Ljubljana (13. 6. 1975)
- 1976: Robert Thomas: OSEM ŽENSK, Šentjakobsko gledališče Ljubljana (11. 6. 1976)
- 1976: Carlo Goldoni: LAŽNIK, Šentjakobsko gledališče Ljubljana (26. 11. 1976)
- 1977: Matija Logar: KRALJ V ČASOPISU, Šentjakobsko gledališče Ljubljana (8. 12. 1977)
- 1978: Oton Župančič: VERONIKA DESENIŠKA, Šentjakobsko gledališče Ljubljana (10. 3. 1978, dramaturg Bojan Štih; nagrada za najboljšo predstavo slovenskih amaterskih gledališč, podeljena v Krškem in nagrada za najboljšo jugoslovansko amatersko predstavo, podeljena v Trebinju).
- 1983: Anton Leskovic: KRALJIČNA HARIS, GTČ Jesenice
- 1983: Jean Claude Danaud: ŽENSKO ROČNO DELO, SNG Drama Ljubljana, Mala drama (22. 2. 1983)
- 1985: TRIJE SNEŽAKI, predstava za otroke, GTČ Jesenice
- 1985: Jean Cocteau: ČLOVEŠKI GLAS, GTČ Jesenice
- 1985: Bertold Brecht: MALOMEŠČANSKA SVATBA, GTČ Jesenice
- 1986:Thornton Wilder: SNUBAČKA, Šentjakobsko gledališče Ljubljana (7. 3. l986, dramaturg Bojan Štih)
- 1986: Platon: Apologija, Sokratov zagovor, monodrama, Ljubljanski festival (14. 7. 1986, izvedba Dare Ulaga, dramaturg Bojan Štih)
- 1987: Moliere: MOJSTER ZGAGA ALI ZMERAJ OB NEPRAVEM ČASU, lastna produkcija, Emonski potepuhi (april 1987)
- 1988: Jean Claude Danaud: ŽENSKO ROČNO DELO, lastna produkcija, Emonski potepuhi, Ljubljana (10. 12. 1988)
- 1988: Moliere: ZDRAVNIK PO SILI, Šentjakobsko gledališče Ljubljana (10. 3. 1988)
- 1991: Vesna Arhar Štih: TRNULJČICA, izvirno besedilo, dve varianti, kratka in dolga, obe po motivu Grimmove pravljice o Trnuljčici, Šentjakobsko gledališče Ljubljana (1. 10. 1991)
- 1994:  Astrid Lindgren, Vesna Arhar Štih: PIKA NOGAVIČKA, Šentjakobsko gledališče Ljubljana (20. 11. 1993, priredba in realizacija na RTV SLO, snemanje 11., 12., 13. 1994)
- 1989: Janez Jalen: LESENA PEČ, Stara šola v vasi Šivče-Sveta Trojica na Blokah (1. 7. 1989)
- 1992: Moliere: ZDRAVNIK PO SILI, z bloško mladino, ki so se poimenovali KRPANOVE KOBILCE OD SVETE TROJICE, predstava na prostem, Ulaka - SvetaTrojica (tudi posnetek za Kanal A, junij 1992).
- 2016: Vesna Arhar Štih: Dedek Mraz in Babica Zima, režija in predelava po motivih igrice za otroke Nika Boža Glazarja Dedek Mraz in Babica Mraz, Šentjakobsko gledališče Ljubljana (14. 12. 2016)

### Seznam televizijskih režij
- 1980: J. Lukež: AVTOBUS – POTEPUH, radijska igra, radio Maribor
- 1981: M. Slana: VETROVNA SOBOTA, radijska igra, radio Maribor.
- 1981/1982: TV KRIŽANKA
- 1981: Glasba za cicibane, RDEČA KAPICA
- 1981: Glasba za cicibane, MUCE
- 1982: Mladi virtuozi, FLAVTA, SAKSOFON
- 1982: Zapisi za mlade, MIRA VOGLAR
- 1982: Zapisi za mlade, BORUT LESJAK
- 1982: Mladi virtuozi, FAGOT, KLARINET; Zapisi za mlade, MIRA VOGLAR; Čez tri gore, mešani zbor AKORD
- 1982: Zapisi za mlade, BORUT LESJAK
- 1982: Mladi virtuozi, TROBENTA
- 1982: Mladi virtuozi, GODALA
- 1986: Produkcija Viba film: NA STAROST GRAŠČAKI, tudi celjska nagrada za režijo 1986
- 1988/1991: ZDAJ PA PO SLOVENSKO (serija oddaj, urednica Katarina Lavš, povezovalec Sandi Čolnik, avtorja prof. Berta Golob in prof. France Žagar)
- 1989: NASILJE ZA ZAVESO MOLKA, nasilje nad ženskami
- 1993: Dokumentarni film o prof. dr. ANTONU PETERLINU (scenarij Mira Špan)
- 1994: Dokumentarni film o prizadetem otroku, NE VIDIM, NE SLIŠIM, NE GOVORIM (scenarij Gaga Stojan)

### Avtorske režije, scenariji, režijske in montažne knjige
- 1980: RTV Slovenija, “DOPOLDNE FABRIKA, POPOLDNE KMETIJA”; prva samostojna oddaja, urednica Jasna Novak Nemec.
- 1993/1994: Kanal A, Nedeljski nagovori patra Benedikta Lavriha
- 1994: RTV Slovenija, “MIMOIDOČI NE VEDO”
- 1994: “ŽIVETI JE SMRTNO NEVARNO”, 1994, dokumentarni film o Urbanu Golobu, nagrada za režijo
- 1995: “NE VIDIM, NE SLIŠIM, NE GOVORIM”, dokumentarni film o avtističnem dečku Ambrožu
- 1995: “DODAJMO ŽIVLJENJE DNEVOM”
- 1995: “VEDETI, MISLITI, ZNATI”, dokumentarni film v spomin Bojan Štiha
- 1995/1996: “OB 150-LETNICI SLOVENSKIH ŽELEZNIC”; 8 dokumentarnih oddaj
- 1996/1997: “SE SPOMINJAŠ”, štirje igralci: Jurij Souček, Ivanka Mežan, Mila Kačič, Branko Miklavc obujali spomine na svoje igralske anekdote
- 1998: “SANJE IN RESNIČNOST”, dokumentarni portret pesnice in prevajalke JOLKE MILIČ iz Sežane, pogovor z njo vodil Aleksander Čolnik
- 1997/1998: “ŠTIRJE LETNI ČASI NA BLOKAH””, dokumentarna oddaja o Bloški planoti, snemana skozi vse leto v vseh letnih časih.
- 1998/1999: ŽIVLJENJE SLOVENSKIH VASI”, sedem oddaj o manj znanih slovenskih vaseh, ideja in vodenje pogovorov Darinka Kladnik
- 1999: BLOŠKA PLANOTA”, feljton, 30 minut, narejen iz posnetega materiala, ki je ostal od posnetkov za oddajo ŠTIRJE LETNI ČASI NA BLOKAH.
- 2000: “BOLEČINA NEDOŽIVETEGA”, dokumentarni portret pesnika Ivana Minattija, pogovor s pesnikom vodil Aleksander Čolnik
- 2000: “POLICIJSKI ORKESTER”, ena izmed oddaj iz niza mesečnih oddaj POLICIJA NA NAŠI STRANI
- 2002/2003: “ZGODBE O MOSTOVIH”, portret ing. Gorazda Humarja,
- 2004/2005: “MARKOS FINK”, basbaritonist, TRI ARIJE
- 2005: “BEBA, JANKICA, ANGELCA”, dokumentarni portret igralke Angelce Janko-Jenčič
- 2005/2006: ”BILA SEM OTROK SONCA IN NARAVE”, dokumentarni portret s podnaslovom Zgodbe Vilme Bukovec, prvakinje ljubljanske Opere
- 2000-2005: PO POTEH SLOVENSKE OPERE”, osem oddaj; od tega šest o ljubljanski Operi in dve o mariborski Operi
- 2011: JANEZ KUHAR, DIRIGENT IN SKLADATELJ”, dokumentarni film ob 100- obletnici rojstva Janeza Kuharja
- 2011: Prvo javno predvajanje filma na Ljubljanskem gradu

### Ostalo
- Organizacija Kulturnih večerov v hotelu Slon (1982–1991)
- Otroška kavarna, Hotel Slon (1984)
- Prireditve v trgovskem podjetju Maksimarket (1986–1991)

### Uredništvo knjig
- Bojan Štih: Vajkardi, Založništvo tržaškega tiska (1988)[2]
- Bojan Štih: Kulturni večeri v hotelu Slon, izbor od 1982 do 1984. Založba Drava (1992)[3]
- Bojan Štih: Jesenska fuga o norcu in smrti, Založba Dan (1995)[4]
- Mila Kačič: Prigodnice, Knjižnica MGL (2008)[5]